# شبکه اندیشه
شبکه اندیشه کانال تلویزیونی فارسی‌زبان ماهواره‌ای است. این شبکه خبری–تحلیلی و آموزشی برنامه‌های چندزبانه/چندفرهنگی شامل اخبار، تحلیل، گفتگو، فرهنگ، فیلم و موسیقی خود را از طریق ماهواره یاه‌ست در قاره آسیا پخش می‌کرد.
مرکز پخش شبکه اندیشه در وودلند هیلز، کالیفرنیا قرار دارد و به بیش از ۵۰ کشور اروپایی و خاورمیانه بریتانیا، فرانسه، آلمان، اتریش، سوئد، اسپانیا، ایران، امارات متحده عربی، کویت، بحرین، قطر، ترکیه، ارمنستان، جمهوری آذربایجان، تاجیکستان و افغانستان می‌فرستد.
برنامه‌های این شبکه چندفرهنگی و شامل اخبار، تحلیل، گفتگو، فرهنگ، فیلم و موسیقی می‌شد که تولیدات محلی به زبان‌های فارسی، انگلیسی، عربی، ترکی، ارمنی و آشوری هستند.

## برنامه‌ها
- گفتگوی هفته: کورش عرفانی
- چهره‌ها و گفته‌ها: حسین مهری
- اقتصاد زیر ذره بین: بیژن افتخاری
- نغمه آزادی: کورش عرفانی
- آینه شکستن خطاست: حسن خیاطباشی
- گام به گام: رضا گهرزاد
- کاوشگری جامعه: کورش عرفانی
- ایران در حال گذار: منوچهر گنجی
- جهان امروز - حسن خیاطباشی
- راه - اکبر گنجی
- پویش - رضا گوهرزاد
- ضیافت - همایون خسروی
- گنجینه ایران: مسعود صاحبی